# 푸런대학역
푸런대학역(중국어 정체자: 輔大站, 한자음: 보대참)은 2012년에 개통한 중화민국의 철도역이다.

## 역 주변
- 푸런 대학